# Aleksiej Chworostuchin
Aleksiej Iwanowicz Chworostuchin (ros. Алексе́й Ива́нович Хворосту́хин, ur. 7 marca?/20 marca 1900 we wsi Grigorjewka w guberni charkowskiej, zm. 9 lutego 1985 w Moskwie) – radziecki polityk, dyplomata, członek KC KPZR (1952-1961).

## Życiorys
Początkowo służył w Armii Czerwonej, w 1924 wstąpił do RKP(b), w latach 1924–1929 sekretarz partyjnego komitetu przedsiębiorstw w Wiaznikach i Aleksandrowie. W latach 1929–1935 studiował w Leningradzkim Instytucie Inżynierów Połączeń Drogowych, 1933–1935 instruktor rejonowego komitetu WKP(b) w Leningradzie, 1935–1939 inżynier montażowy, główny inżynier i szef elektrociepłowni fabryki w Ułan Ude, 1939–1940 sekretarz partyjnego komitetu fabrycznego w fabryce w Ułan Ude, od 1940 do czerwca 1942 sekretarz Komitetu WKP(b) Obwodu Buriacko-Mongolskiego, od czerwca 1942 do listopada 1944 organizator odpowiedzialny Zarządu Kadr KC WKP(b). Od 20 listopada 1944 II sekretarz, a od 21 marca 1949 do 14 września 1955 I sekretarz Komitetu Obwodowego WKP(b)/KPZR w Irkucku. Od 14 października 1952 do 17 października 1961 członek KC KPZR, od 31 sierpnia 1955 do 27 września 1960 I sekretarz Komitetu Obwodowego KPZR w Tule, od 3 lipca 1960 do 14 lutego 1962 ambasador nadzwyczajny i pełnomocny ZSRR w Mongolii (listy uwierzytelniające złożył 25 stycznia 1961). Od 1962 pracował w Państwowym Komitecie Planowania ZSRR, potem w Sownarchozie ZSRR, następnie w Państwowym Komitecie Rady Ministrów ZSRR ds. zaopatrzenia materiałowo-technicznego, od 1970 na emeryturze. Deputowany do Rady Najwyższej ZSRR od 2 do 5 kadencji, delegat na XIX i XX Zjazdy KPZR. Odznaczony trzema Orderami Lenina i dwoma Orderami „Znak Honoru”.